# Atherigona kivuensis
Atherigona kivuensis är en tvåvingeart som beskrevs av Deeming 1981. Atherigona kivuensis ingår i släktet Atherigona och familjen husflugor.
Artens utbredningsområde är Kongo. Inga underarter finns listade i Catalogue of Life.